# Kjersti Plätzer
Kjersti Tysse Plätzer (geborene Tysse; * 18. Januar 1972 in Os, Hordaland) ist eine ehemalige norwegische Geherin. Die dreimalige Olympiateilnehmerin war nicht nur im 20-Kilometer-Gehen, sondern auch auf kürzeren Strecken erfolgreich.
Bei den Olympischen Spielen 2000 in Sydney gewann sie die Silbermedaille hinter Wang Liping (CHN) und vor María Vasco (ESP).
Kjersti Plätzer gewann bei 45 norwegischen Meisterschaften. Den norwegischen Rekord hält sie im Bahngehen auf den Strecken 3000, 5000 und 10.000 sowie 3000 Meter in der Halle und im Straßengehen auf den Strecken 3, 5, 10, 15 und 20 km. Weltbestleistungen im Bahngehen stellte sie über 1500 Meter und eine Meile auf.
Bei den Junioren-Europameisterschaften 1985 belegte sie Platz 11, bei den Junioren-Weltmeisterschaften 1986 Platz 5. Bei den Europameisterschaften 1986 in Stuttgart wurde sie als vierzehnjährige bereits Elfte, zwölf Jahre später bei den Europameisterschaften 1998 in Budapest wurde sie Neunte, nach einer Disqualifikation bei den Europameisterschaften 2002 in München wurde sie 2006 in Göteborg Vierte. Bei Weltmeisterschaften erreichte sie 1999 in Sevilla Platz 9 und 2007 in Osaka Platz 4.
Plätzer errang in Peking bei den Olympischen Spielen 2008 die Silbermedaille.
Kjersti Plätzer hat bei einer Größe von 1,74 m ein Wettkampfgewicht von 54 kg. Sie ist seit 1995 mit dem deutschen Mittelstreckenläufer Stephan Plätzer verheiratet, der ihr Trainer ist, und hat zwei Kinder. Ihr Bruder Erik Tysse ist ebenfalls ein international erfolgreicher Geher.